# 札幌市立新琴似南小学校
札幌市立新琴似南小学校（さっぽろしりつ しんことにみなみしょうがっこう）は、北海道札幌市北区新琴似1条3丁目にある公立小学校。
1975年（昭和50年）に、札幌市立新琴似小学校からの児童を迎えて創立した。
校舎は4階建てで、3・4階の北半分が屋内体育館となっている。この校舎構造は、当校と同じ1970年代後半に札幌市内において開校された小学校・中学校にも多く見られる。
体験学習を重視し、理科教育に力を注いでいる。

## 校章・校歌・校木
・校章に新琴似の開拓者への思いや、南方向、当校の教育目標、ペン先を見立てた将来の文化創造の意味が込められている。
・校歌の作者／作詞：大友一夫、作曲：和田八郎
・校木：ハルニレ - 北海道の厳しい吹雪に耐えて大きく成長するハルニレのように、困難に負けず逞しく成長の願いが込められている。

## 沿革

### 1970年代
1973年（昭和48年）
- 12月10日 - 新設校設置決定

1974年（昭和49年）
- 5月31日 - 校舎建築着工
- 9月6日 - 「札幌市新琴似南小学校」と校名決定
- 11月1日 - 初代・溝口賢治校長 発令
- 12月6日 - 校舎第1期工事完了

1975年（昭和50年）
- 2月7日 - 学校教育目標決定、校章決定
- 3月10日 - 校歌決定
- 23日 - 父母と先生の会 設立総会
- 25日 - 開校式、14学級、児童531名
- 7月7日 - グラウンド造成工事開始
- 9月28日 - 第1回運動会
- 10月2日 - 第1回開校記念日

1976年（昭和51年）
- 10月20日 - 実験池完成

1977年（昭和52年）
- 8月12日 - 流水実験場、花壇完成
- 10月1日 - ソニー理科教育振興 優良校受賞
- 11月10日 - 校舎第2期工事完了

1978年（昭和53年）
- 10月1日 - ソニー理科教育振興 優秀校受賞
- 11月10日 - 図書室完成

1979年（昭和54年）
- 6月7日 - 校舎増築第3期工事着工

### 1980年代
1980年（昭和55年）
- 6月18日 - 正面玄関前歩道工事完了
- 7月25日 - 屋上に愛の鐘設置（PTA寄贈）
- 8月17日 - トイレ水洗化工事完成
- 11月16日 - 校舎増築第4期工事着工

1984年（昭和59年）
- 6月4日 - 開校10周年記念植樹
- 6月30日 - 温室・園芸物置・教材園・飼育舎・築山完成

1985年（昭和60年）
- 11月10日 - アメリカ合衆国アラスカ州インレットビュー小学校と姉妹校

1987年（昭和62年）
- 5月7日 - 一輪車広場新設オープン
- 12月25日 - 焼窯室新築完成

1988年（昭和63年）
- 7月16日 - プール新設完成
- 11月30日 - 電気暖房集中監視システム化

1989年 （昭和64年／平成元年）
- 9月30日 - 開校15周年記念南っ子祭り
- 12月1日 - 屋外太陽電池時計設置（寄贈）

### 1990年代
1991年（平成3年）
- 6月30日 - 観察池に噴水設置（PTA寄贈）

1992年（平成4年）
- 9月9日 - 学校週5日制で体育館解放

1993年（平成5年）
- 6月16日 - アラスカ州の姉妹校から教育委員会が来校
- 10月20日 - 大型改造工事（3か年）始まる、大集会室・郷土資料室・ふれあいルーム・プレールーム・普通教室を設置。

1994年（平成6年）
- 5月2日 - 創意工夫展で科学技術庁長官賞受賞
- 10月27日 - 職員玄関・生き物広場・理科室・用務員室・視聴覚室を新設・改修

1997年（平成9年）
- 10月20日 - 屋外学習施設・屋外集会施設完成

1998年（平成10年）
- 1月19日 - コンピュータ室完成
- 2月28日 - 全道スノーホッケー大会出場
- 10月8日 - テレビ局が飼育舎取材・放映

1999年（平成11年）
- 1月21日 - パソコンインターネット開始
- 10月1日 - ミニ児童会館オープン

### 2000年代
2000年（平成12年）
- 7月4日 - 測量体験学習（６年、札樽若力会主催）
- 10月18日 - 流水実験場修理

2002年（平成14年）
- 4月1日 - 学校週5日制開始
- 9月2日 - 体育館床・壁改修

2003年（平成15年）
- 7月25日 - グラウンド貯留施設設備工事
- 10月22日 - 門塀すみ切り工事（交差点角）

2006年（平成18年）
- 8月 - 一部教室暖房機増設
- 11月 - 温室・南っ子畑完成

2007年（平成19年）
- 9月 - パソコン機器更新

2008年（平成20年）
- 6月 - レラカムイ選手との交流
- 同月 -「特色ある学校事業」認定、温室・南っ子畑整備

2009年（平成21年）
- 水泳教室より萩原智子が来校

### 2010年代
2010年（平成22年）
- 4月1日 - 特別支援学級「はるにれ学級」設立
- 札幌テレビ放送「ブギウギ専務」より上杉周大、横井健一がサプライズ来校。

2011年（平成23年）
- 3 - 4月頃 - THE TON-UP MOTORSの楽曲『歓びを唄う』のMV撮影で、学校・地域関係者等がエキストラ出演。体育館や廊下等で撮影。
- 5月30日 - コンサドーレ札幌「C-Smile北海道プロジェクト」より選手2名が来校

2013年（平成25年）
- 11月1日 - 耐震化工事開始・太陽光パネル設置工事開始
- 11月13日 -「オリンピアンズキャラバン」アスリート派遣授業より曽田雄志、芳賀博信が来校

2014年（平成26年）
- 9月24日 - 「さっぽろふるさとの森づくり植樹祭2014」（6年生参加）

2015年（平成27年）
- 6月9日 -「レバンガ北海道学校訪問プロジェント」
- 7月1日 - 防球ネット改修工事
- 7月 - 9月 - 電気暖房制御盤改修工事
- 8月 - 給食室ボイラー交換
- 9月 - 12月 - 外壁改修工事
- 12月8日 - オリンピアンズキャラバン「カーリング」より松沢美香等が来校。

2016年 （平成28年）
- 7月1日 - 電気改修工事

2017年（平成29年）
- 7月27日 - 新規格机椅子更新

2018年（平成30年）
- 9月6日 - 10日 - 胆振東部地震による臨時休業

2019年（平成31年／令和元年）
- 6月1日 - 第45回運動会（午前開催）

### 2020年代
2020年（令和2年）
- 2月27日 - 3月6日 - 新型コロナウイルス感染拡大防止に係る臨時休業
- 3月7日 - 25日 - 新型コロナウイルス感染症感染拡大に係る臨時休業延長決定
- 16日 - 25日 - 分散登校開始
- 23日 - 第45回卒業証書授与式（新型コロナウイルス感染症感染拡大防止措置のため、卒業生・保護者のみの参加。）
- 4月6日 - 第46回入学式（新型コロナウイルス感染症感染拡大防止措置のため、1年生と保護者のみの参加。午後からクラスごとに開催）
- 14日 - 5月6日 - 北海道・札幌市緊急共同宣言により、新型コロナウイルス感染症感染拡大防止に係る臨時休業決定
- 7日 - 緊急事態宣言により、新型コロナウイルス感染症感染拡大に係る。
- 同日 - 31日 - 臨時休業延長決定
- 6月1日 - 少人数短時間登校開始（~12日）
- 10月 - 第46回運動会（体育参観ウィーク）が中止

2021年（令和3年）
- 9月12日 - 14日 - ブロック合同体育

2022年（令和4年）
- 5月29日 - 運動会を「体育発表会」に名称変更
- 6月11日 - 体育館屋上防水工事
- 9月24日 - 校舎側面防水工事

2023年（令和5年）
- 7月20日 - 「夢の教室」佐藤久佳が来校
- 8月23日 - 全校５時間授業（熱中症アラート、暑さ対策のため）
- 12月25日 - トイレ様式化工事、バリアフリートイレ設置工事

2024年（令和6年）
- 1月26日 - 暴風雪による臨時休校
- 7月1日 - 北海道日本ハムファイターズ学校訪問により万波中正、細川凌平が来校
- 10月1日 - 開校５０周年記念式典・祝う会開催

## 校区・進学先中学校
札幌市立新琴似中学校 校区
新琴似1条1丁目（4番・5番）
1条2丁目（2番〜11番）
1条3丁目
1条4丁目
1条5丁目
1条6丁目
2条1丁目
2条2丁目
2条3丁目
2条4丁目
2条5丁目
2条6丁目
3条1丁目
3条2丁目
3条3丁目
3条4丁目
3条5丁目
3条6丁目
4条1丁目
4条2丁目
4条3丁目
4条4丁目
4条5丁目
4条6丁目
札幌市立新川中学校 校区
新川3条6丁目
4条5丁目
4条6丁目
5条4丁目
5条5丁目
5条6丁目

## エピソード
2010年、札幌テレビ放送で放送の深夜バラエティ番組「ブギウギ専務」の企画「ウエスギ専務　母校への道 小学校編」のゴール記念として、出演者で当校出身のウエスギ専務（上杉周大）と、わくちん（横井健一）が、企画のゴール目的地である当校にサプライズ来校した。当校の職員をはじめ、2人の来校予定を知らない児童が体育館に集まり、2人の体育館登場に児童たちが驚いた。
2011年3 - 4月頃、上杉周大がボーカルを務めるTHE TON-UP MOTORSの楽曲「歓びを唄う」のMV撮影で当校が使用され、当校の児童を含めた学校・地域関係者などの350人がエキストラ出演した。

## 出身者
- 上杉周大（THE TON-UP MOTORS、歌手、シンガーソングライター、タレント）
- 兼近大樹（EXIT、お笑い芸人、歌手、俳優）

## 交通
- 北海道中央バス   北73 新琴似２条線 「新琴似2条2丁目停留所」から約100m

- JR北海道 札沼線(学園都市線)  「新川駅」から約1km